# Nordhausen (stacja kolejowa)
Nordhausen (niem. Bahnhof Nordhausen) – stacja kolejowa w Nordhausen, w kraju związkowym Turyngia, w Niemczech. Węzeł kolejowy na linii Halle – Hann. Münden. Według DB Station&Service ma kategorię 3. Jest ważnym węzłem kolejowym w północnej Turyngii.

## Linie kolejowe
- Linia Halle – Hann. Münden
- Linia Northeim – Nordhausen
- Linia Nordhausen – Wernigerode
- Linia Osterhagen – Nordhausen

## Połączenia
| Linia | Trasa                                                                        | Takt (min)                  |
| ----- | ---------------------------------------------------------------------------- | --------------------------- |
| RE 9  | Halle (Saale) – Sangerhausen – Nordhausen – Leinefelde – Kassel-Wilhelmshöhe | 120                         |
| RE 19 | Halle (Saale) – Sangerhausen – Nordhausen – Leinefelde                       | 120                         |
| RE 55 | Nordhausen – Wolkramshausen – Sondershausen – Straußfurt – Erfurt            | 120                         |
| RE 56 | Nordhausen – Wolkramshausen – Sondershausen – Straußfurt – Erfurt            | 120                         |
| RB 51 | Nordhausen – Wolkramshausen – Leinefelde – Heilbad Heiligenstadt             | 120                         |
| RB 75 | Nordhausen – Sangerhausen – Lutherstadt Eisleben – Halle (Saale)             | pojedyncze pociągi          |
| RB 80 | Nordhausen – Walkenried – Herzberg (Harz) – Northeim (Han) – Göttingen       | 120                         |
| RB 81 | Nordhausen – Walkenried – Herzberg (Harz) – Northeim (Han) – Bodenfelde      | 120                         |
| HSB   | Nordhausen Nord – Ilfeld – Eisfelder Talmühle – Drei Annen Hohne             | pojedyncze pociągi          |
| 1     | Krankenhaus – Rathaus/Kornmarkt – Bahnhofsplatz                              | 010 (Pon–Pią) 030 (Sob–Nie) |
| 10    | Krankenhaus – Bahnhofsplatz – Niedersachswerfen Ost – Ilfeld Neanderklinik   | 060 (Pon–Pią) 120 (Sob–Nie) |